# Bodgrundet
Bodgrundet is een Zweeds eiland behorend tot de Lule-archipel. Het eiland is een van de meest noordelijk gelegen eilanden van de archipel. Het heeft geen vaste oeververbinding. Er is enige bebouwing aanwezig, waarschijnlijk schuilcabines of zomerwoningen. Het eiland ligt ongeveer 75 meter ten zuiden van Bodören.